# Ten Years Are Gone
Ten Years Are Gone è un doppio album di John Mayall, pubblicato dalla Polydor Records nel settembre del 1973.
Il disco fu registrato al Sunset Sound Studios di Los Angeles, California (Stati Uniti).

## Tracce
Brani composti da John Mayall, tranne dove indicato
Lato A
1. Ten Years Are Gone – 4:46
2. Driving Till the Break of Day – 5:03
3. Drifting – 4:34
4. Better Pass You By – 5:12

Lato B
1. California Campground – 3:12
2. Undecided – 2:51 (Freddy Robinson)
3. Good Looking Stranger – 4:23
4. I Still Care – 4:17
5. Don't Hang Me Up – 4:11

Lato C
1. Introduction – 2:05
2. Sitting Here Thinking – 7:58
3. Harmonica Free Form – 11:36

Lato D
1. Burning Sun – 5:10
2. Dark of the Night – 17:41

## Musicisti
- John Mayall - voce solista (tranne brano: Undecided)
- John Mayall - tastiere (brani: A2, A3, B2 e B4)
- John Mayall - chitarra ritmica (brani: B1 e B3)
- John Mayall - chitarra a dodici corde (brano: A1)
- John Mayall - chitarra slide (brano: A4)
- John Mayall - armonica (brani: A1, A4, B1, B3, B4 e B5)
- Blue Mitchell - tromba, flicorno
- Freddy Robinson - chitarra
- Freddy Robinson - voce solista (solo nel brano: Undecided)
- Red Holloway - sassofono tenore, sassofono alto, flauto
- Sugarcane Harris - violino
- Victor Gaskin - basso
- Keef Hartley - batteria